# Notre-Dame-de-Pontmain
Notre-Dame-de-Pontmain es un municipio canadiense situado en la provincia de Quebec.

## Superficie
Notre-Dame-de-Pontmain tiene una superficie de 259,9 km².

## Demografía
En 2021, tenía 790 habitantes, una densidad poblacional de 3 hab./km², y 746 viviendas.